# Gustave Viaud
Pour les articles homonymes, voir Viaud.
Gustave Viaud est un chirurgien de marine français né à Rochefort (Charente-Maritime) le 25 avril 1836 et mort au large de Ceylan le 10 mars 1865. 

## Biographie
Frère aîné de l'écrivain Pierre Loti (Louis Marie Julien Viaud), il débarque à Tahiti en 1859 et exerce à Taravao et dans les îles. Il fut le premier photographe de Tahiti. Il possédait un appareil qui exigeait des temps de pose très longs, entre cinq et quinze minutes, qui l'obligea à ne prendre que des paysages. Gustave Viaud laisse 25 vues de Papeete qui constituent autant de documents historiques. Il quitte Tahiti en 1862 avant d'être nommé en Cochinchine.
L'Organisation hydrographique internationale a donné son nom en 1993 à Viaud Ridge, une chaîne de montagnes sous-marine de l'océan Indien, située à proximité de l'endroit où il est mort et fut immergé le lendemain de sa mort.